# 沙卡蔬卡

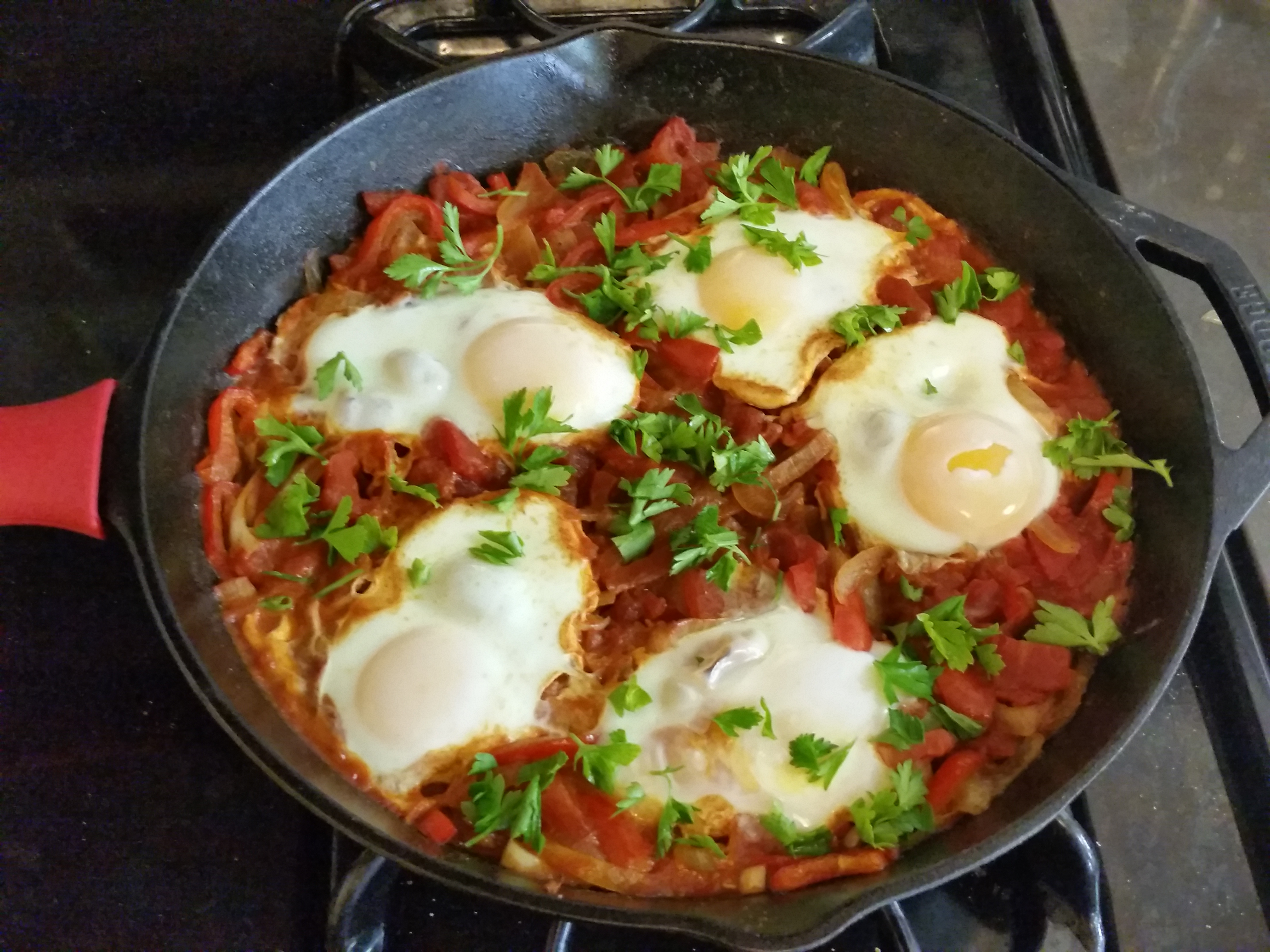
沙卡蔬卡

沙卡蔬卡（阿拉伯语：‎）又称为北非蛋，是一种将鸡蛋在蕃茄、橄榄油、辣椒、洋葱和大蒜组成的酱汁中水煮的菜肴，通常会加孜然、红甜椒粉、牛角椒和肉豆蔻。沙卡蔬卡在地中海已经存在了几个世纪。

## 词源
沙卡蔬卡在突尼斯阿拉伯语表示“混合物”。这个词源自柏柏尔人的一种语言。

## 历史

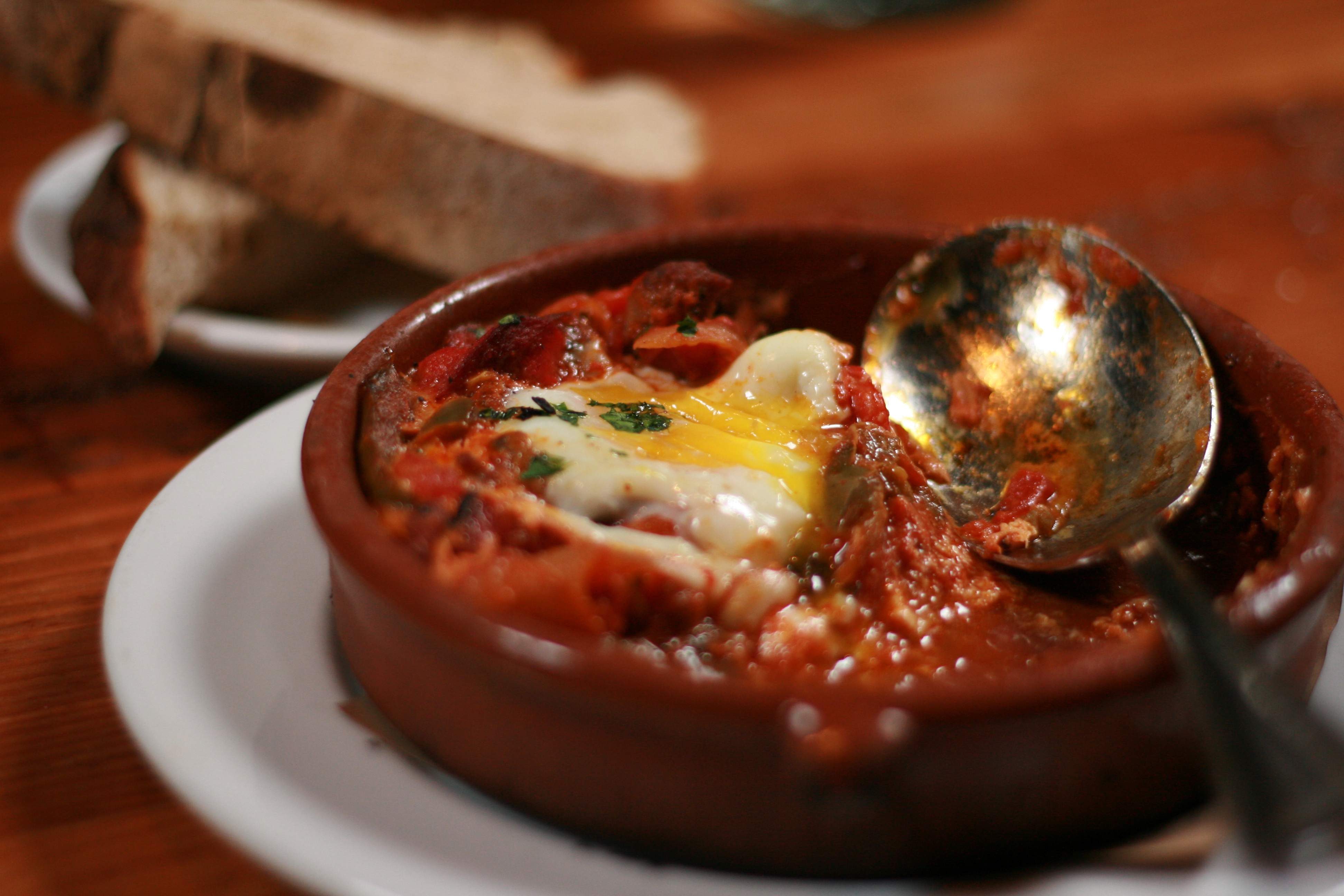
沙卡蔬卡的一种

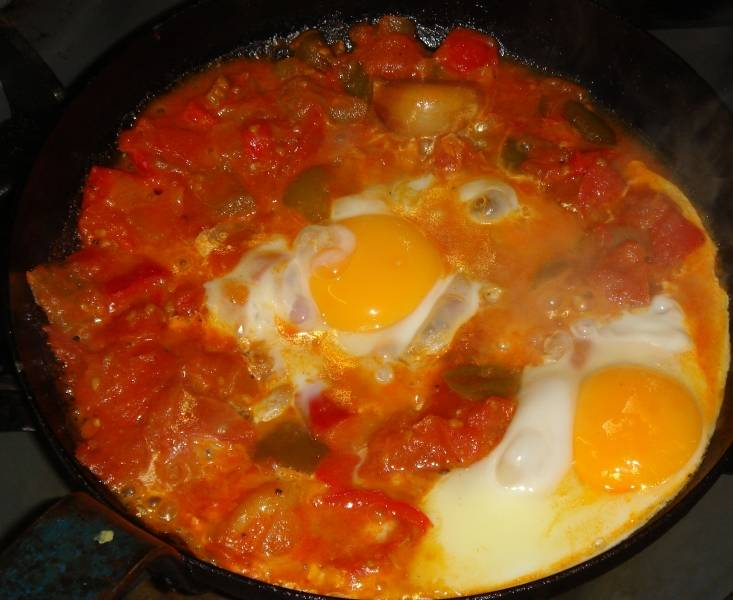
突尼西亞的沙卡蔬卡

历史上番茄炖肉在也门、索马里、鄂圖曼帝國、巴勒斯坦、黎巴嫩、埃及、叙利亚、巴尔干和马格里布普遍流行。奥斯曼菜肴şakşuka最初是一盘带有碎肉或肝的煮熟蔬菜，后来美洲的番茄和辣椒被引入了这道菜，并且发展出无肉的做法。鄂圖曼帝國马格里布犹太人以素食的做法闻名，而突尼斯犹太人则以辛辣特点而闻名。
沙卡蔬卡的确切产地目前尚有争议，根据《犹太纪事》报报道，食品历史学家认为这道菜是从鄂圖曼土耳其传播到西班牙和中东地区。而一些人则认为起源于摩洛哥，也有人认为起源于也门，配以苏胡克烹调。 
沙卡蔬卡不是黎凡特人的本土菜肴，最早由突尼斯犹太人带到以色列，以色列的做法通常为荷包蛋，但也可以用炒的做法。
沙卡蔬卡是阿拉伯美食的典型代表，传统上会像摩洛哥人一样在铸铁锅或塔吉鍋中食用。